# Alina Dumitru
Alina Alexandra Dumitru-Croitoru (ur. 30 sierpnia 1982) – rumuńska judoczka startująca w kategorii do 48 kilogramów, złota medalistka letnich igrzysk olimpijskich w Pekinie.
Alina Alexandra Dumitru jest trzykrotną brązową medalistką mistrzostw świata i ośmiokrotną mistrzynią Europy.

## Największe osiągnięcia
| Rok  | Rodzaj zawodów       | Miasto         | Miejsce | Kategoria |
| ---- | -------------------- | -------------- | ------- | --------- |
| 2002 | Mistrzostwa Europy   | Maribor        | 3       | 52 kg     |
| 2004 | Mistrzostwa Europy   | Bukareszt      | 1       | 48 kg     |
| 2005 | Mistrzostwa Europy   | Rotterdam      | 1       | 48 kg     |
| 2005 | Mistrzostwa świata   | Kair           | 3       | 48 kg     |
| 2006 | Mistrzostwa Europy   | Tampere        | 1       | 48 kg     |
| 2007 | Mistrzostwa Europy   | Belgrad        | 1       | 48 kg     |
| 2007 | Mistrzostwa świata   | Rio de Janeiro | 3       | 48 kg     |
| 2008 | Mistrzostwa Europy   | Lizbona        | 1       | 48 kg     |
| 2008 | Igrzyska olimpijskie | Pekin          | 1       | 48 kg     |
| 2009 | Mistrzostwa Europy   | Tbilisi        | 3       | 48 kg     |
| 2010 | Mistrzostwa Europy   | Wiedeń         | 1       | 48 kg     |
| 2010 | Mistrzostwa świata   | Tokio          | 3       | 48 kg     |
| 2011 | Mistrzostwa Europy   | Stambuł        | 1       | 48 kg     |
| 2012 | Mistrzostwa Europy   | Czelabińsk     | 1       | 48 kg     |
| 2012 | Igrzyska olimpijskie | Londyn         | 2       | 48 kg     |